# Carl Lutz
Carl Robert Lutz (Walzenhausen, 30 marzo 1895 – Berna, 12 febbraio 1975) è stato un diplomatico svizzero.

## Biografia

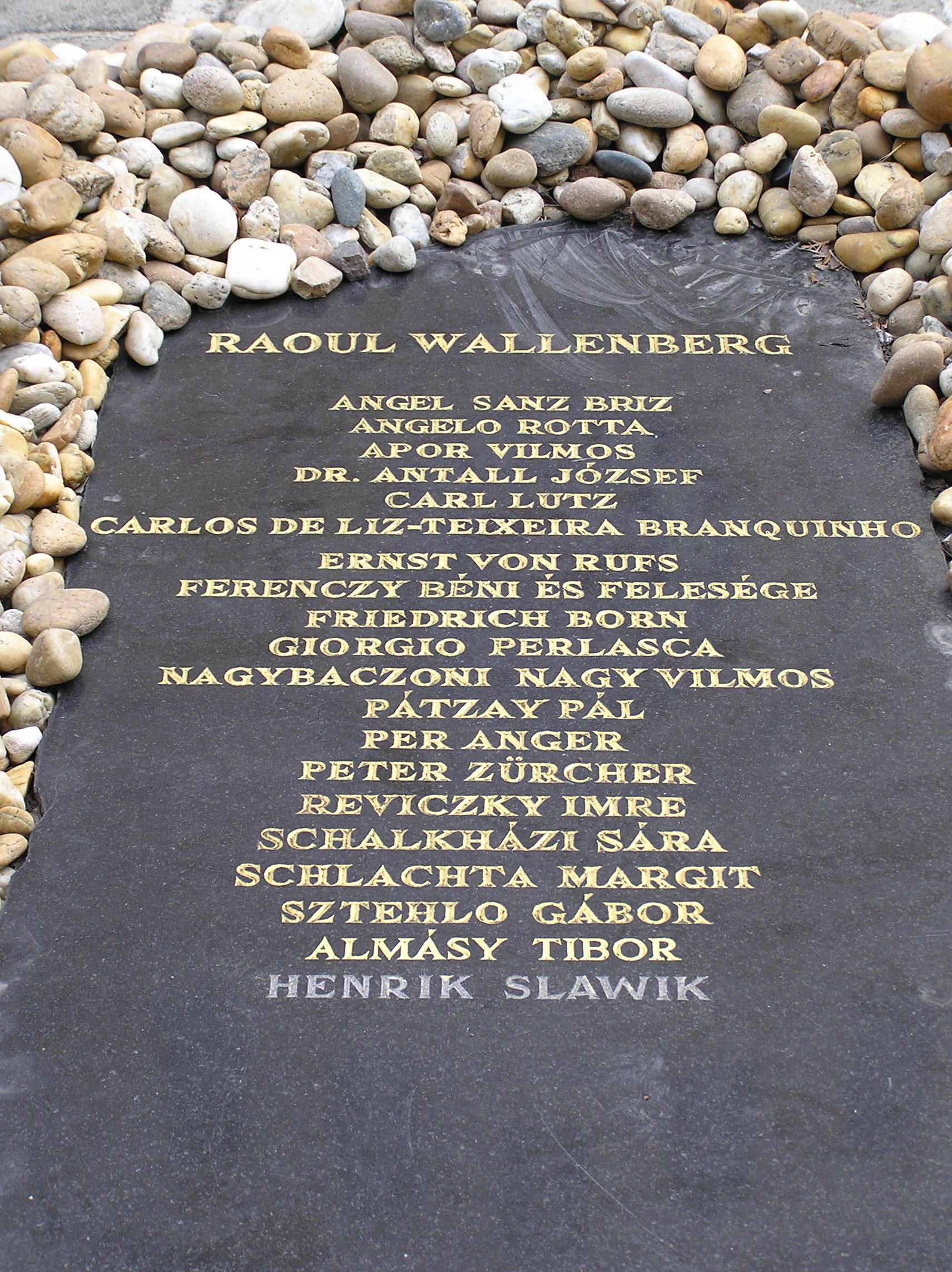
Il memoriale dei giusti nel cortile della sinagoga di Budapest dove appare anche il nome di Carl Lutz.

Carl Lutz, in compagnia della moglie Gertrud Lutz-Fankhauser (più tardi vicepresidente dell'UNICEF), si recò nel 1935 in Palestina, dove restò fino al 1941. Qui Lutz lavorò al consolato svizzero e fu testimone dei drammatici tumulti fra i palestinesi e gli ebrei fuggiti della Germania e da altre parti d'Europa, tra cui l'Italia.
Lutz lavorò in seguito nei consolati svizzeri a Washington, Filadelfia, St. Louis, Jaffa e Berlino, prima di essere spostato, nel 1942, come viceconsole a Budapest.
È in Ungheria che divenne famoso, grazie al suo impegno a favore degli ebrei ungheresi durante la seconda guerra mondiale. Con il suo aiuto furono salvati dalla morte nei campi di concentramento nazionalsocialisti circa 60.000 uomini, la metà di tutti i sopravvissuti fra gli ebrei ungheresi.
Lutz raggiunse questo risultato sfruttando la sua posizione come direttore della sezione "interessi stranieri" dell'ambasciata svizzera, con la distribuzione di lettere di protezione a ebrei pronti a emigrare in Palestina. Queste lettere proteggevano gli ebrei, perché le SS di Adolf Eichmann le accettavano grazie al lavoro diplomatico di Lutz in Palestina (1935-1941) a favore dei tedeschi contro gli inglesi.
Il famoso diplomatico svedese Raoul Wallenberg, che arrivò nel 1944 a Budapest, poté rendersi conto del prezioso operato dello svizzero. Mentre dopo la Seconda guerra mondiale il ruolo di Wallenberg fu reso subito noto, quello di Lutz venne a lungo trascurato. Addirittura, dopo la guerra, la Svizzera ammonì Lutz per non avere rispettato le proprie competenze. Solo nel 1995 il governo federale si scusò ufficialmente per averlo dimenticato così a lungo, definendolo “uno dei cittadini eminenti nella storia della nazione”.
Il museo Yad Vashem ha onorato Carl Lutz e la sua prima moglie nel 1965, assegnando loro il titolo di Gerechter unter den Völkern (Giusto fra i popoli).
Lutz è sepolto nel cimitero di Bremgarten a Berna.